# Natalija Smal
Natalija Mykołajiwna Smal (ukr. Наталія Миколаївна Смаль, ur. 10 marca 1983) – ukraińska judoczka i sambistka. Dwukrotna olimpijka. Zajęła dziewiąte miejsce w Pekinie 2008 i siedemnaste w Londynie 2012. Walczyła w wadze średniej.
Siedemnasta na mistrzostwach świata w 2010; uczestniczka zawodów w 2007, 2009, 2011 i 2018. Startowała w Pucharze Świata w latach 2003-2005, 2007-2011, 2014, 2017 i 2018. Brązowa medalistka mistrzostw Europy w drużynie w 2010 i 2011; siódma indywidualnie w 2009. Mistrzyni świata w sambo w 2007, 2015 i 2016, a także Europy w 2019. Trzecia na igrzyskach europejskich w 2019 roku.

## Letnie Igrzyska Olimpijskie 2008
| Konkurencja | Eliminacje          | Repasaże             | Repasaże               | Klas. końcowa |
| Konkurencja | Przeciwnik I        | Przeciwnik I         | Przeciwnik II          | Miejsce       |
| ----------- | ------------------- | -------------------- | ---------------------- | ------------- |
| 70 kg       | Annett Böhm (GER) P | Gisèle Mendy (SEN) Z | Leire Iglesias (ESP) P | 9.            |

## Letnie Igrzyska Olimpijskie 2012
| Konkurencja | Eliminacje             | Klas. końcowa |
| Konkurencja | Przeciwnik I           | Miejsce       |
| ----------- | ---------------------- | ------------- |
| 70 kg       | Cecilia Blanco (ESP) P | 17.           |